# Левкоком
Левкоком — герой греческой легенды, прекрасный юноша с Крита. Согласно Страбону, Феофраст в своем сочинении «О любви» рассказывал среди прочего о том, как Левкоком из города Лебен потребовал от влюбленного в него Евксинфета из того же города добыть собаку из Праса (город со святилищем Зевса)(об этой собаке см. также Пандарей). О Евксинфете и Левкокоме вспоминает также Плутарх, рассуждая о том, что Эрот суров к отвергающим любовь.
В рассказе Конона действие происходит в Кноссе: в Левкокома был влюблён Промах, который, надеясь склонить к себе неприступного юношу, исполнил с опасностью для себя ряд деяний, которые тот потребовал совершить. Наконец, Промах исполнил последнее задание: принёс некий «широко известный шлем» и в присутствии Левкокома подарил его другому прекрасному юноше. В отчаянии Левкоком бросился на свой меч.